# Гринхилс (Охајо)
Гринхилс (енгл. Greenhills) град је у америчкој савезној држави Охајо.

## Демографија
По попису из 2010. године број становника је 3.615, што је 488 (-11,9%) становника мање него 2000. године.
| Група             | 2000.         | 2010.         |
| Белци             | 3.845 (93,7%) | 3.133 (86,7%) |
| Афроамериканци    | 110 (2,7%)    | 241 (6,7%)    |
| Азијати           | 15 (0,4%)     | 30 (0,8%)     |
| Хиспаноамериканци | 49 (1,2%)     | 86 (2,4%)     |
| Укупно            | 4.103         | 3.615         |